# Macieira
A Macieira egy portugál brandymárka, melyet Jose Guilherme Macieira, Jose Maria Macieira fia készített el először, miután hazatért franciaországi borkészítési tanulmányútjáról, melyet Cognac vidékén vitt véghez. A Macieirát a gyártó szerint egy 125 éves titkos recept alapján készítik. Fernando Pessoa portugál költő támogatta a márkát, részben ez hozta el az elterjedését. Ma Portugália leginkább elterjedt brandymárkája, melyet több mint 30 országba exportálnak.

## Története
1865-ben Jose Maria Macieira megalapította a Macieira & Cª Lda vállalatot azzal a céllal, hogy ecetet, olívaolajat, bort és egyéb alkoholos italokat árusítson. Húsz évvel később a vállalat megalapította saját brandymárkáját, a Macieira Cognac-ot. Számos helyen népszerűsítették a Macieirát, többek között az 1901-es párizsi világkiállításon, a dél-afrikai ipari kiállításon 1904-ben.
1973-ban a Macieirát a Seagram vállalat vásárolta fel, melyet 2002-ben a Pernod Ricard vásárolt meg.

## Fordítás
Ez a szócikk részben vagy egészben  a   Macieira Brandy című angol Wikipédia-szócikk ezen változatának fordításán alapul.  Az eredeti cikk szerkesztőit annak laptörténete sorolja fel. Ez a jelzés csupán a megfogalmazás eredetét és a szerzői jogokat jelzi, nem szolgál a cikkben szereplő információk forrásmegjelöléseként.